# Made in UA
Made in ЮА — альбом українського рок-гурту Мертвий півень. Виданий 2009 року.

## Список пісень
1. Пам'ятник
2. Seven-eleven
3. Вольф Мессінґ. Вигнання Голубів
4. Амалія Неборака (Adios Muchachos…)
5. Трубач. (Лемберзька Катастрофа 1826 р.)
6. Липи (Коло)
7. Ми Так Жили Немов Співали Джаз… (Елегія Післяноворічного Ранку)
8. Calling Dem
9. Пастух Пустай
10. Бонус. Етюд З Воронами